# Alfred Dehodencq

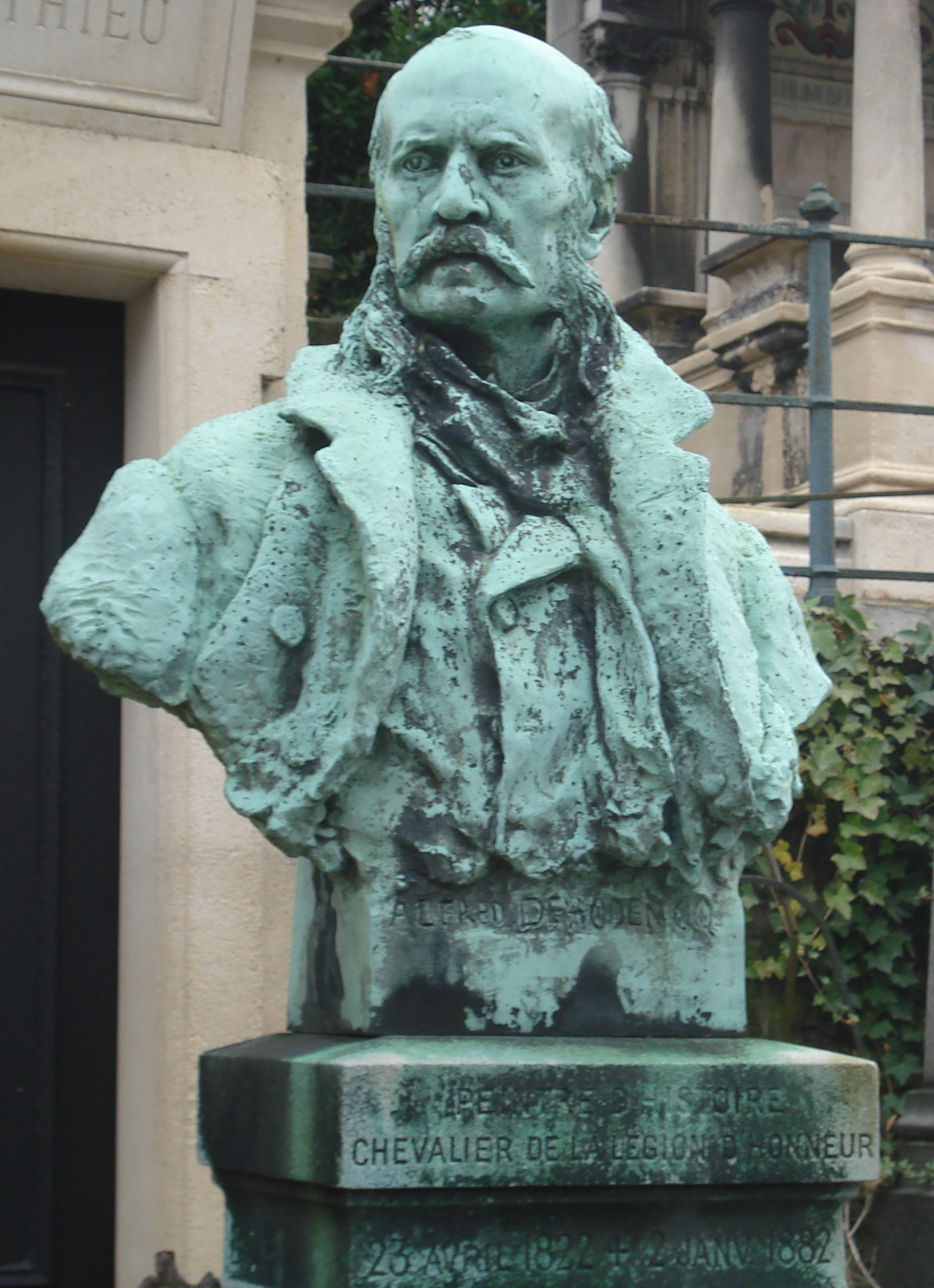
Edmond Dehodencq, Buste d'Alfred Dehodencq, sépulture Dehodencq, Paris, cimetière de Montmartre.

Edme Alexis Alfred Dehodencq né le 23 avril 1822 à Paris et mort le 2 janvier 1882 dans la même ville est un peintre et dessinateur français.

## Biographie
Alfred Dehodencq est le fils de Pierre-Alexis Dehodencq et d’Aimée-Félicité Dutocq. Il épouse en 1857 Marie-Amalda Calderon y Sarmiento, une Espagnole de Cadix. Son plus jeune fils Edmond,  né et mort à Paris en 1887, fut surnommé « le Mozart de la peinture » en raison de sa précocité (dont la carrière fut malheureusement très courte): élève de son père, il exposa pour la première fois à l’âge de 11 ans. 
Elève de Léon Cogniet à l'École des beaux-arts de Paris, il débuta au Salon en 1844. Outre la France (essentiellement Paris), il voyagea et vécut en Espagne et au Maroc. Certaines sources évoquent un voyage en Algérie, mais il n'existe aucune preuve concrète et vérifiable attestant d'un séjour prolongé de Dehodencq en Algérie; notamment la seule source biographique de référence, écrite par un des rares amis intimes de l'artiste, le célèbre critique d'art Gabriel Séailles, ne fait aucune référence à un voyage ou même un séjour ponctuel en Algérie.
En 1850 Alfred Dehodencq part pour l’Espagne qui deviendra l’une de ses principales sources d’inspiration, peignant notamment des scènes de la tradition bohémienne ou de la vie en Andalousie, ou encore divers portraits de notables ou de bohémiens. 
En 1853 il fait un premier voyage au Maroc ; il représentera fidèlement ce pays dont il tombe amoureux, illustrant la vie et les traditions des diverses communautés, "Maures, Arabes, Berbères, Noirs du Soudan, Juifs"; jusqu’en 1863, date de son retour définitif à Paris, Dehodencq alternera les séjours en Espagne (à Cadix notamment) et au Maroc (Tanger, Mogador, Safi, Rabat, Tetouan, etc).
Un tableau comme La Justice du Pacha (Bagnères-de-Bigorre, musée Salies) reflète combien Dehodencq a été saisi par le Maroc, ses couleurs, sa lumière et les mœurs de ses habitants. Il dit avoir cru en perdre la tête en découvrant ce pays auquel il allait s'attacher passionnément. De juin à juillet 1853, Dehodencq visite le Maroc. Dès juin 1854, il s'installe à Cadix en Espagne, tout en faisant des séjours au Maroc.
Inspiré par la vie et la mort de Sol Hachuel, Dehodencq peint Exécution d'une juive (ou L'Exécution d'une Juive) (1860), qui figure parmi ses tableaux les plus connus et pour lequel il fut plusieurs versions.
Les tableaux inspirés de ses séjours au Maroc on fait cataloguer Dehodencq comme peintre orientaliste : il l’est indéniablement, mais cette étiquette est réductrice car dès son retour définitif à Paris en 1863 avec son épouse Maria Amelia, il traite de sujets divers, au travers de plusieurs tableaux importants : historiques, romanesques, religieux, des portraits divers, des scènes de la vie quotidienne… Mais jusqu’à la fin (1881) il trouvera des sources d’inspiration dans ses voyages au Maroc et en Espagne. Il fut reconnu en son temps comme un remarquable portraitiste, même dans ses jeunes années (avant son départ en Espagne), et Gabriel Séailles estime qu'il aurait pu faire une grande carrière comme tel.
Il fut le maître du peintre Georges-Antoine Rochegrosse (fils adoptif de Théodore de Banville, l’un des intimes de Dehodencq) et de son plus jeune fils Edmond.  Il est réputé avoir eu une grande influence sur Renoir. Dehodencq est nommé chevalier de la Légion d'honneur en 1870. 
Remarquable dessinateur, ses nombreux dessins (notamment ses dessins préparatoires pour  des tableaux, réalisés ou seulement restés à l'état de projet) sont conservés dans de très nombreux autres musées autour du monde, par exemle au musée d'art Dahesh à New York, au musée des Beaux-Arts de San Francisco,  au cabinet des dessins du musée du Louvre à Paris etc.
Une rue et un square du 16e arrondissement de Paris portent son nom.
Il est inhumé à Paris au cimetière de Montmartre (22e division) avec son épouse et son fils Edmond. La stèle est surmontée d'un buste d'Alfred Dehodencq, œuvre de son fils Edmond. Théodore de Banville, ami de la famille, a fait un discours lors des obsèques et a dit un poème, qui maintenant sert d'épitaphe au peintre.

## Collections publiques
Espagne
- Madrid, musée Thyssen-Bornemisza :
  - Una cofradía pasando por la calle Génova, Sevilla ;
  - Un baile de gitanos en los jardines del Alcázar, delante del pabellón de Carlos V, 1851.

États-Unis
- Baltimore, musée d'Art de Baltimore : Petite bohémienne.
- Washington, National Gallery : Scène à Paris Café.

France
- Bagnères-de-Bigorre, musée Salies : La Justice du Pacha, 1866.
- Bordeaux, musée des Beaux-Arts : Le Prince Piscicelli, 1850.
- Dijon, musée Magnin : Jésus ressuscite la fille de Jaïre, Salon de 1876.
- Dinan, musée de Dinan : Virginie retrouvée morte sur la plage, 1849.
- Lille, palais des Beaux-Arts : Mariée juive.
- Lyon, musée des Beaux-Arts : La Descente des ouvriers.
- Paris, musée d'Orsay :
  - Les Adieux de Boabdil à Grenade, vers 1869, huile sur toile, 377 × 275 cm[8] ;
  - Danse des Noirs à Tanger, 1874 ;
  - Bohémiens en marche.
- Pau, musée des Beaux-Arts[9] : Course de taureaux à Madrid, 1850[10].
- Poitiers, musée Sainte-Croix : Fête juive à Tanger, 1870[11].
- Reims, musée des Beaux-Arts : Mariée juive au Maroc, 1867[12]; Scène marocaine (travail de recherches pour le grand tableau Scène de danse dans une rue de Tanger présenté au salon de 1874 (Musée d’Orsay, Paris), Danse de nègres.
- Vizille, musée de la Révolution française : L’Arrestation de Charlotte Corday après le meurtre de Marat, 1853.

Œuvres d'Alfred Dehodencq
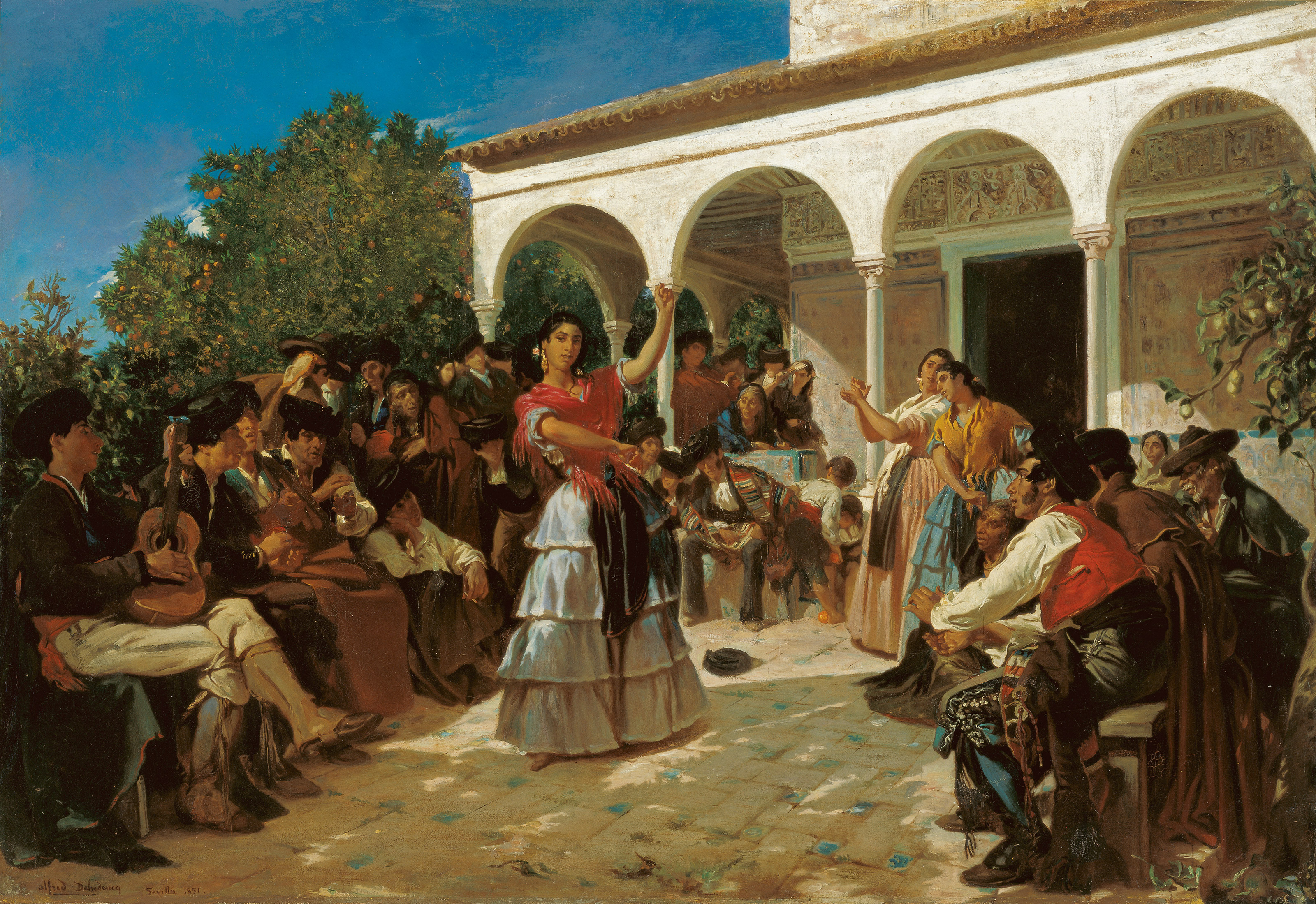
Une danse bohémienne dans les jardins de l'Alcázar, devant le pavillon Charles-V (1851), Malaga, musée Carmen-Thyssen.
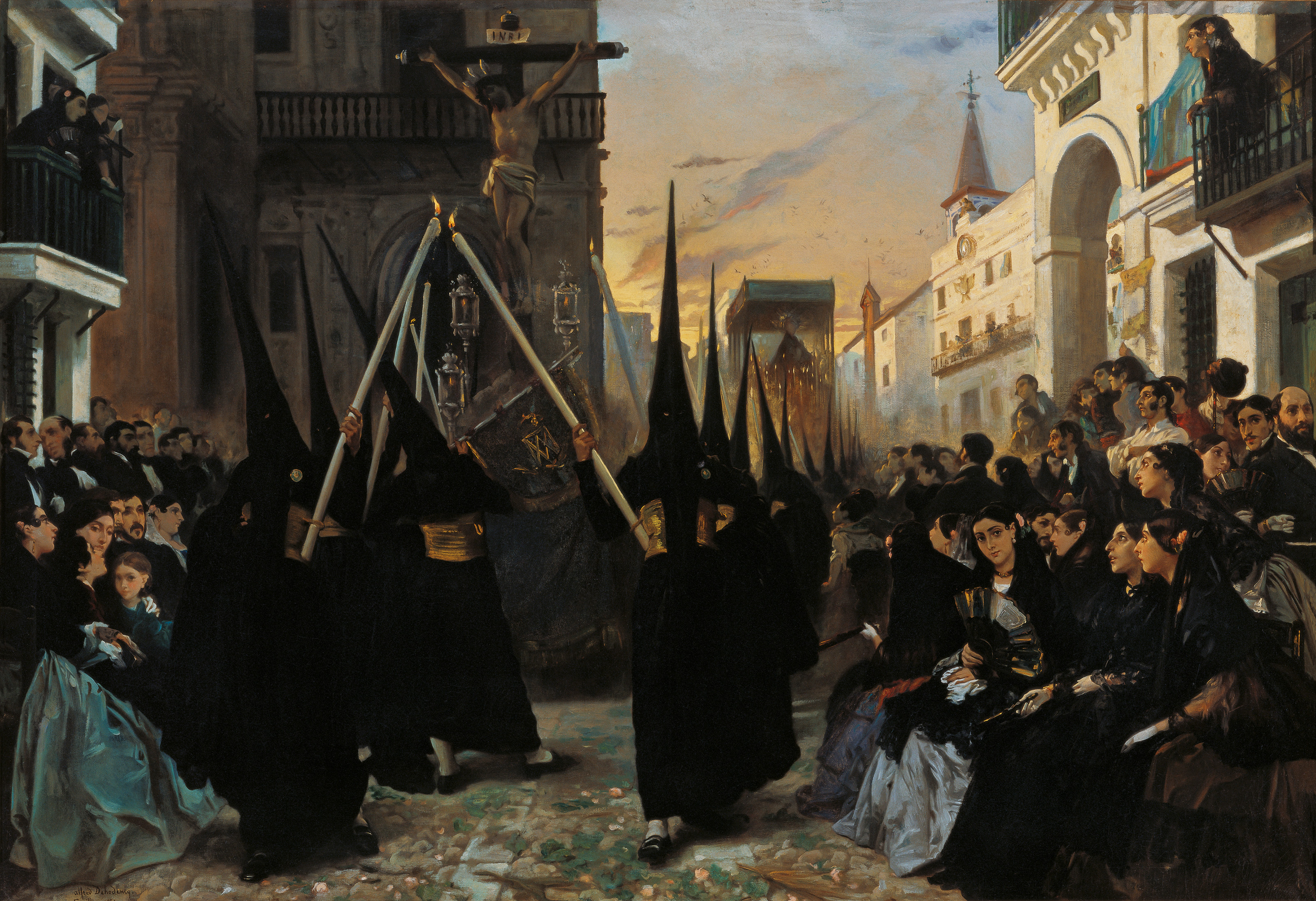
Procession d'une confraternité Calle Génova, Sèville (1851), Malaga, musée Carmen-Thyssen.
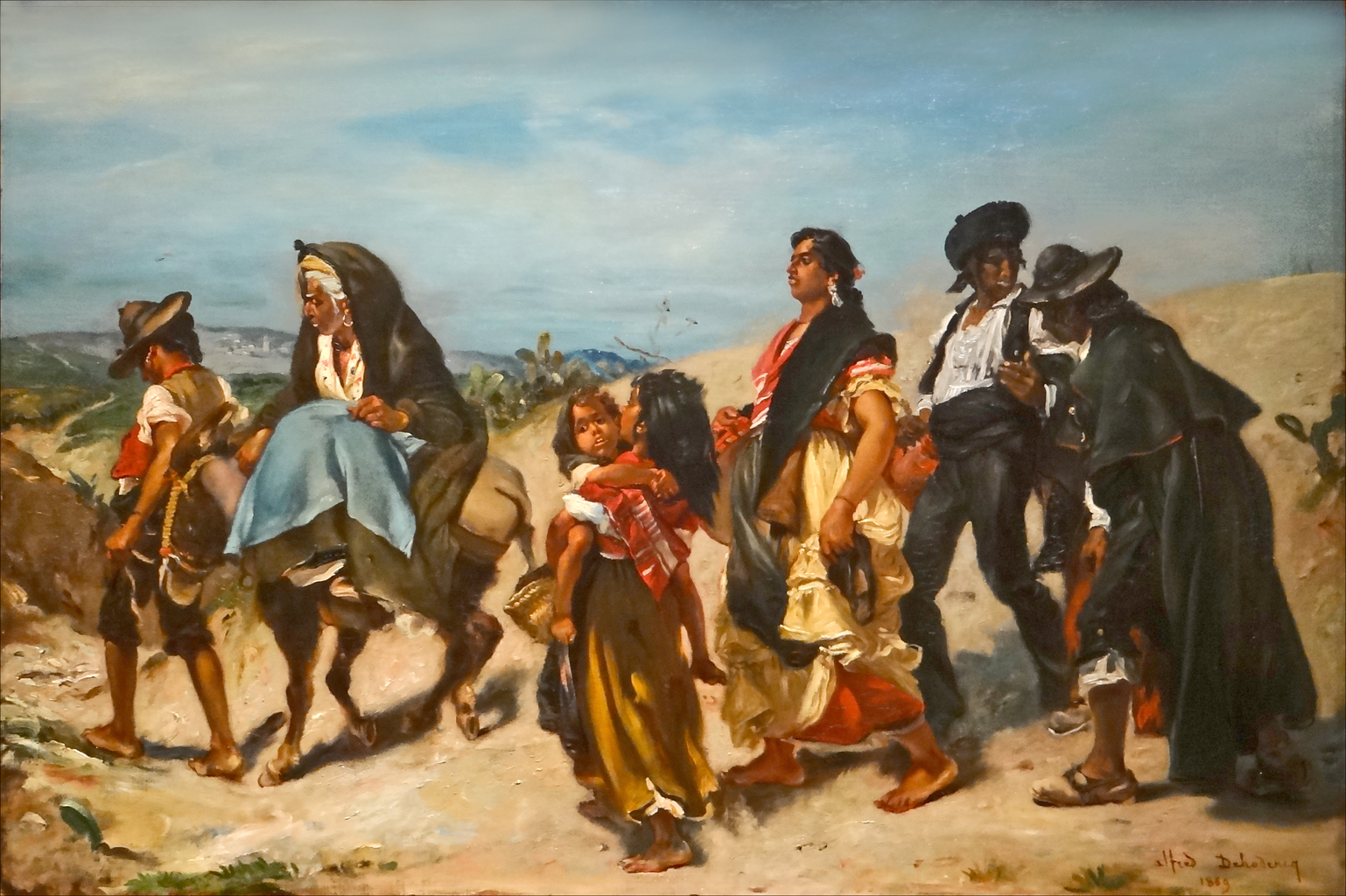
Bohémiens en marche (1860), Paris, musée d'Orsay.
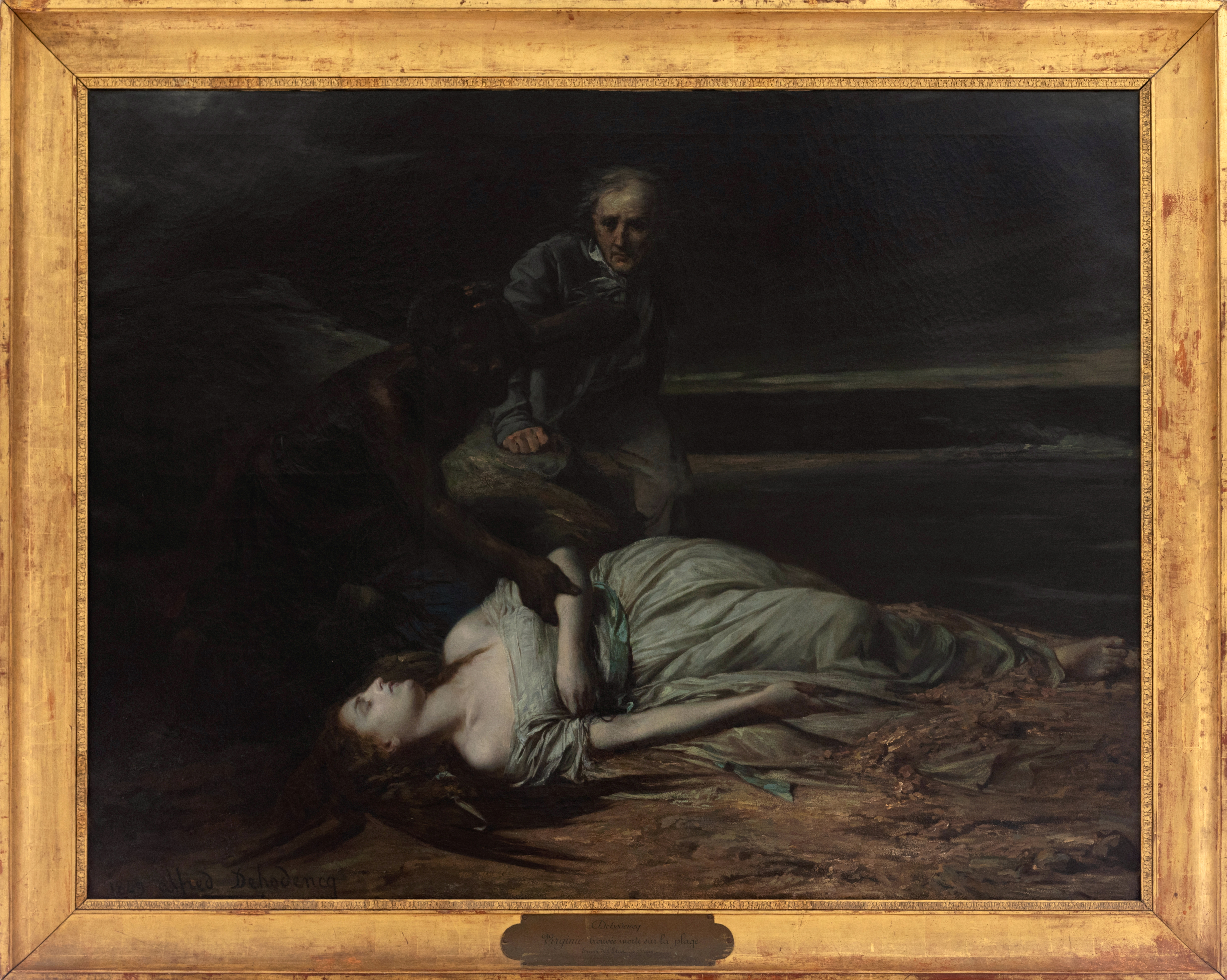
Alfred Dehodencq, Virginie retrouvée morte sur la plage, 1849, huile sur toile, coll. Musée de Dinan - Ville de Dinan
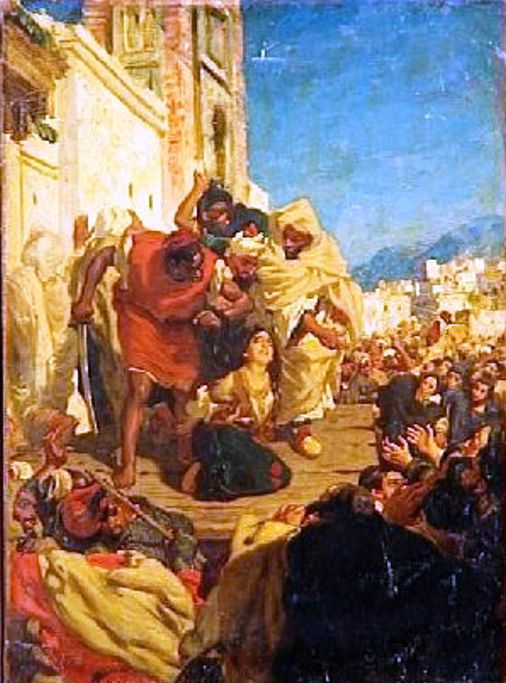
Exécution d'une Juive (Sol Hatchuel), Paris, musée d'Art et d'Histoire du judaïsme (1860)
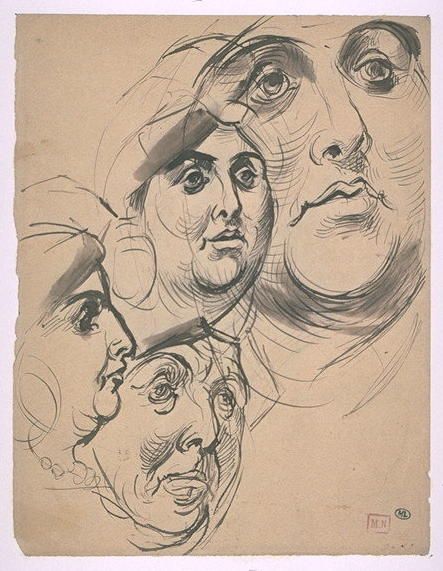
Quatre études de têtes, Paris, musée du Louvre.
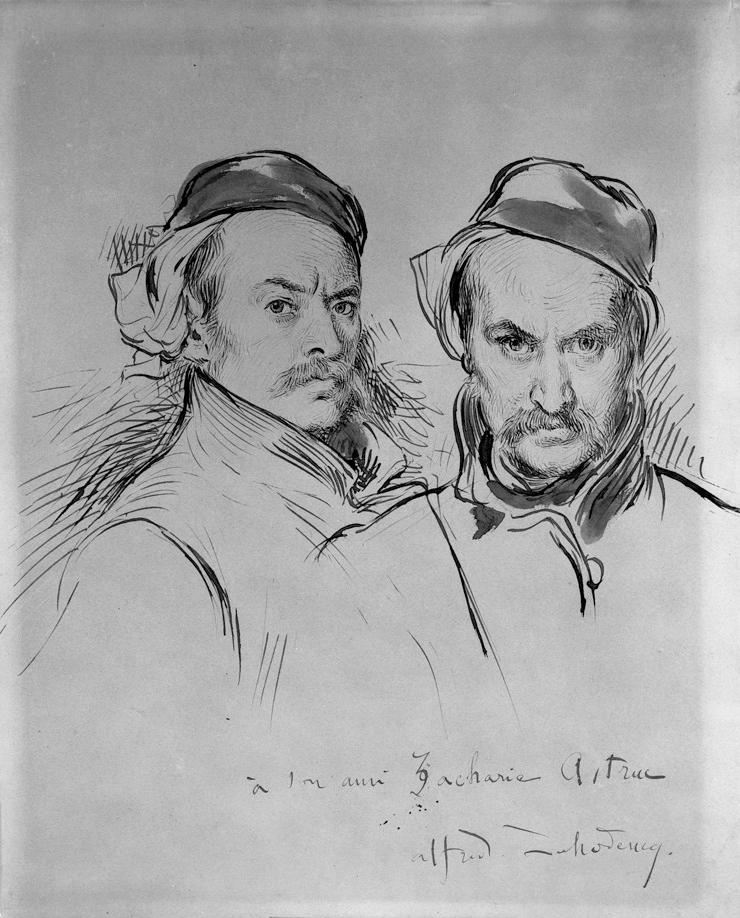
Jules et Edmond de Goncourt, Cambridge, musées d'Art de Harvard.

## Élèves
- Edmond Dehodencq (1860-1887), peintre et sculpteur.
- Georges-Antoine Rochegrosse (1859-1938).